# 休·拉斯特
休·拉斯特（1894年12月3日—1957年10月25日）是一位英国历史学家，专攻古罗马历史，曾任牛津大學青銅鼻學院院长和阿賓頓學校理事，1936–1949年间任牛津大學青銅鼻學院的卡姆登古代史教授。